# Грабен-синклиналь

Грабен-синклиналь (крыло со сбросом слева)

Грабен-синклиналь — синклиналь, хотя бы одно из поднятых крыльев которой расположено по сбросу, так что центральная часть складки опущена подобно грабену. Грабен-синклинали типичны в плитах молодых платформ, в том числе в Центральном Казахстане.